# Thạch Chính Lộ
Thạch Chính Lộ (tiếng Trung giản thể: 方永祥, bính âm Hán ngữ: Fāng Yǒngxiáng, sinh tháng 8 năm 1966, người Hán) là tướng lĩnh Quân Giải phóng Nhân dân Trung Quốc. Ông là Trung tướng Quân Giải phóng, Ủy viên dự khuyết Ủy ban Trung ương Đảng Cộng sản Trung Quốc khóa XX, khóa XIX, hiện là Tư lệnh Lục quân Chiến khu Bắc Bộ. Ông từng là Phó Tư lệnh Chiến khu Bắc Bộ kiêm Tham mưu trưởng; Quân đoàn trưởng Tập đoàn quân 54.
Thạch Chính Lộ là đảng viên Đảng Cộng sản Trung Quốc, ông có sự nghiệp đều phục vụ cho Lục quân với hơn 40 năm tại ngũ, thường xuyên hoạt động các khu vục Hoa Trung và Hoa Bắc.

## Sự nghiệp
Thạch Chính Lộ sinh vào tháng 2 năm 1963 tại trấn Đại Ky Phố, huyện Đại Dã, nay là thành phố cấp huyện Đại Dã thuộc địa cấp thị Hoàng Thạch, tỉnh Hồ Bắc, Cộng hòa Nhân dân Trung Hoa. Ông lớn lên và tốt nghiệp sơ trung ở Đại Dã, đến năm 1980 thì nhập ngũ Quân Giải phóng Nhân dân Trung Quốc, phân về lực lượng Lục quân. Ông phục vụ trường kỳ ở Quân khu Tế Nam và Tập đoàn quân 54 – nay là Tập đoàn quân 83, lần lượt từ chiến sĩ cho đến khi là Phó Sư đoàn trưởng Sư đoàn 127 của tập đoàn quân này. Năm 2007, ông nhậm chức Sư đoàn trưởng Sư đoàn Tăng thiết giáp 11, sau đó 1 năm thì chỉ huy sư đoàn tới Tứ Xuyên tham gia cứu trợ thiên tai sự kiện động đất Tứ Xuyên 2008, trở về năm 2009 thì được bổ nhiệm làm Tham mưu trưởng Tập đoàn quân 54. Vào tháng 7 năm 2010, ông được phong quân hàm Thiếu tướng Lục quân, đến tháng 11 năm 2012 thì nhậm chức Phó Quân đoàn trưởng Tập đoàn quân 54. Vào tháng 9 năm 2014, ông được điều về Quân khu Tế Nam làm Phó Tham mưu trưởng, công tác trong 3 tháng thì trở lại Tập đoàn quân 54 giữ vị trí Quân đoàn trưởng tập đoàn quân này.
Tháng 1 năm 2017, sau khi cải tổ lực lượng quân đội, Thạch Chính Lộ được bổ nhiệm làm Phó Tư lệnh Chiến khu Bắc Bộ kiêm Tham mưu trưởng. Tháng 10 năm này, ông tham gia đại hội đại biểu toàn quốc, được bầu làm Ủy viên dự khuyết Ủy ban Trung ương Đảng Cộng sản Trung Quốc khóa XIX tại Đại hội Đảng Cộng sản Trung Quốc lần thứ XIX. Sang tháng 7 năm 2018, ông được thăng quân hàm Trung tướng. Vào tháng 12 năm 2020, ông nhậm chức Tư lệnh Lục quân Chiến khu Bắc Bộ. Giai đoạn đầu năm 2022, ông được bầu làm đại biểu tham gia Đại hội Đảng Cộng sản Trung Quốc lần thứ XX từ đoàn Quân Giải phóng và Vũ cảnh. Trong quá trình bầu cử tại đại hội, ông tiếp tục được bầu là Ủy viên dự khuyết Ủy ban Trung ương Đảng Cộng sản Trung Quốc khóa XX.

## Lịch sử thụ phong quân hàm
| Quân hàm |             |             |  |  |  |  |  |  |  |  |  |
| Cấp bậc  | Thiếu tướng | Trung tướng |  |  |  |  |  |  |  |  |  |
|          |             |             |  |  |  |  |  |  |  |  |  |